# Dipodium purpureum
Dipodium purpureum är en orkidéart som beskrevs av Johannes Jacobus Smith. Dipodium purpureum ingår i släktet Dipodium och familjen orkidéer. Inga underarter finns listade i Catalogue of Life.